# جان زيمرمان
جان زيمرمان (بالإنجليزية: Jean Zimmerman)‏ هي كاتِبة أمريكية، ولدت في 1957 في نيويورك في الولايات المتحدة.